# Elisagar
Elisagar o Helisacar (Elisagarus, segle VIII- + després del 837) fou un clergue d'origen got de Septimània, que fou canceller de Lluís el Pietós de vers el 808 al 817, restant després proper a la cort excepte per un breu període del 830 al 833. Fou abat de Saint-Aubin d'Angers i de Saint-Riquier.

## Biografia
Està documentat per primer cop el 808 quan Lluís era rei d'Aquitània i exercia com a canceller. El rei se'l va emportar a Aquisgrà quan va succeir al seu pare Carlemany el 814 i va restar en les seves funcions. Va exercir el càrrec fins vers el 817. Després va romandre canceller a la cort i fou nomenat abat laic de Saint-Aubin d'Angers i de Saint-Riquier (822 a 837). El 826 va participar en les converses per aturar la revolta d'Aissó i dels altres senyors gots partidaris de la pau amb els musulmans als comtats de la moderna Catalunya (el partit de l'eliminat comte Berà), però els rebels, confiats amb l'ajut de l'emir, van rebutjar les seves propostes. El 830 va caure en desgràcia, però va recuperar el favor imperial tres anys després.
Lluís tenia molt d'interès en afers eclesiàstics, entre els quals la litúrgia, i Elisagar i el seu amic íntim Benet d'Aniana van aconsellar a l'emperador en aquest camp (Benet va morir l'11 de febrer de 821). Elisagar fou l'autor d'un prefaci i suplement a l'epistolari d'Alcuí de York i autor d'una carta que se suposa escrita a Angers entre 819 i 822 dirigida a l'arquebisbe Nebridi de Narbona en la qual descriu la seva composició d'un antífon. Elisagar estava escandalitzat per les diferències entre els llibres dels oficis religiosos francs i romans i va compilar un antifonari conegut com a gregorià que va servir de model pel reialme carolingi, escollint acuradament els versos. L'antifonari d'Elisagar no s'ha pogut reconstruir, a diferència del que més tard va compilar Amalari de Metz.

## Nota
1. ↑  junt amb el comtes Hildebrand i Donat, probablement missi dominici de l'emperador.